# Frederick C. Sherman

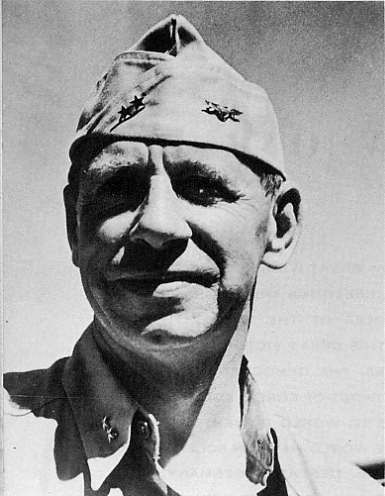
Admiral Frederick C. Sherman

Frederick Carl „Ted“ Sherman (* 27. Mai 1888 in Port Huron, Michigan; † 27. Juli 1957 in San Diego, Kalifornien) war ein Vizeadmiral der United States Navy während des Zweiten Weltkrieges. Er war einer der herausragendsten Admiräle der Fast Carrier Task Force.

## Biografie

### Frühe Jahre
Frederick Carl Sherman kam am 27. Mai 1888 als Sohn von Frederick Ward Sherman und Charlotte Esther Sherman (geborene Wolfe) in Port Huron, Michigan, zur Welt. 1910 absolvierte er die United States Naval Academy in Annapolis, Maryland.

### Erster Weltkrieg und Zwischenkriegszeit
Während des Ersten Weltkrieges war er Kommandant der U-Boote H-2 und O-2. In den 1930er Jahren wurde Sherman Marineflieger und diente unter anderem 1937 auf dem Flugzeugträger Saratoga und 1938 auf der Naval Air Station San Diego. Ab 1940 kommandierte er die Lexington.

### Zweiter Weltkrieg

#### Von Pearl Harbor bis Operation Cartwheel
Nach dem Ausbruch des Pazifikkrieges mit dem japanischen Angriff auf Pearl Harbor, deckte er mit seinem Verband den Träger Saratoga, als dieser die umkämpfte Insel Wake unterstützen sollte. Danach fuhr Sherman mit der Lexington in dem Dreieck Oʻahu–Johnston–Palmyra Patrouille. Den für Mitte Februar 1942 geplanten Luftschlag gegen das von Japan besetzte Rabaul, sollte ebenfalls die Lexington durchführen. Shermans Task Force 17 setzte die Patrouille im Korallenmeer fort. Dies führte schließlich zu der vom 4. bis zum 8. Mai andauernden Schlacht im Korallenmeer, wobei der Flugzeugträger Lexington versenkt wurde. Captain Sherman verließ standesgemäß als letzter das Schiff.
Nach seiner Beförderung zum Rear Admiral, bekleidete er bis Jahresende das Amt eines Assistenten im Stab des kommandierenden Offiziers der US Navy, Admiral Ernest J. King. Anfang 1943 ersetzte er Admiral Thomas C. Kinkaid als Kommandant der Kampfgruppe um den Träger Enterprise (CV-6). Dabei leitete Sherman Versuche in der Zwei-Träger-Taktik, einer Neuerung in der Navy, da die bisherige Verwendung zweier Flugzeugträger in einer Kampfgruppe noch nie debattiert wurde. Jedoch endeten seine Unternehmungen, da die Enterprise Ende April zur Generalüberholung in die Werft musste. Ihr Ersatz war der britische Flugzeugträger Victorious.
"Ted" Sherman verblieb im Südpazifik und diente unter Admiral Aubrey Fitch, dem Oberkommandierenden der alliierten Luftstreitkräfte im Südpazifik (Commander of Air Forces South Pacific – COMAIRSOPAC). Admiral William F. Halsey wusste, dass Sherman ein Kommando auf einem Flugzeugträger seinem jetzigen Posten vorziehen würde, so kommandierte er ihn nach Pearl Harbor, wo er einen neu entstehenden Kampfverband übernehmen sollte. Am 7. Juni 1943 wurde er Befehlshaber der Träger-Division 2 (Commander of Carrier Division COMCARDIV 2) um die neue Essex und der Enterprise. Mit seiner Einheit praktizierte er wieder diverse Formationen im Rahmen der Zwei-Träger-Taktik, bis die Enterprise wiederum wegen Reparaturen in die Vereinigten Staaten zurück musste. Doch sein dortiger Aufenthalt dauerte nur bis zum 16. Juli, denn Rear Admiral "Ted" Sherman kehrte als COMCARDIV 1 (Saratoga) in den Südpazifik zurück.
Die folgenden Wochen verbrachte er zuerst mit gemeinsamen Training mit der britischen Victorious und später mit verschiedenen Schlachtschiffen und Kreuzer. Im Oktober des Jahres stieß der neue Flugzeugträger Princeton zu Shermans Einheit, wodurch diese die volle Kampfkraft erhielt.
Untergeordnet in Halsey's 3. Flotte unterstützte er die Landungen auf der nördlichen Salomonen-Insel Bougainville ab dem 1. November 1943. Eine daraus resultierende Gegenattacke der japanischen Flotte mündete schließlich in der Seeschlacht bei der Kaiserin-Augusta-Bucht, wobei Admiral A. Stanton Merrill drei schwerst beschädigte Schiffe hinnehmen musste. Entschlossen die US-Marines zu vernichten, entsandte Admiral Mineichi Koga einen gewaltigen Kampfverband, der acht Kreuzer und vier Zerstörer umfasste. Trotz der Warnungen des US-Nachrichtendienstes, schickte Halsey Sherman's Flugzeugträger, um die von Rabaul kommenden Angreifer zu vernichten. Der Nachrichtendienst hatte gutes Recht mit seinen Warnungen, da Frederick Sherman seine Träger innerhalb der Reichweite der feindlichen landgestützten Kampfflugzeuge bringen musste. Halsey und Sherman waren sich der Gefahr des Verlustes der Saratoga und Princeton voll bewusst, aber der am 5. November stattfindende Luftschlag wurde ein voller Erfolg. Die noch im Hafen von Rabaul ankernde japanische Flotte wurde von den 97 angreifenden amerikanischen Kampfflugzeugen schwer beschädigt, sodass sie sich nach Truk zurückziehen musste. Ein weiterer Angriff auf Rabaul verblieb zwar erfolglos, trotzdem konnte Sherman die Durchführbarkeit eines Luftschlages gegen einen gegnerischen Flottenstützpunkt beweisen, auch wenn dieser auf den Angriff vorbereitet war.

#### Operation Galvanic bis Leyte
Sherman blieb COMCARDIV 1, wobei er das Kommando über die Task Group 58.3 mit seinem neuen Flaggschiff der Bunker Hill übernahm. Dabei beteiligte er sich bis zum März 1944 an den Landungen auf den Gilbert- und Marschall-Inseln, bevor er in das Office of Commander Fleet Air West Coast versetzt wurde.
Mit 1. August 1944 kehrte Sherman als Kommandant der Carrier Division 1 in das Kriegsgebiet zurück und ersetzte dabei Rear Admiral William K. Harrill. Zwei Wochen später folgte er zusätzlich RAdm. Albert E. Montgomery als Befehlshaber der Task Group 38.3. Ted Sherman's erste Station führte ihn gemeinsam mit Ralph E. Davison's Kampfverband zu den Philippinen, wo er am 31. August strategische Ziele auf den Visayas angriff. Im Oktober bewährte er sich wie seine Kollegen „Slew“ McCain und „Bull“ Halsey, während der sieben Tage andauernden Luftkämpfe um die Insel Formosa (das heutige Taiwan). Dabei verloren die japanischen Streitkräfte über 600 Flugzeuge, was annähernd 70 % der Kampfflugzeuge entsprach, die die bevorstehenden Leyte-Operationen erheblich stören konnten.
Ende Oktober 1944 kam es schließlich zur besagten See- und Luftschlacht im Golf von Leyte, bei der Sherman eine von drei Task Groups in Admiral Halseys Flotte stellte. Bei den ersten Kampfhandlungen östlich der Philippinen, wurde Shermans leichter Flugzeugträger Princeton von einem landgestützten japanischen Bomber dermaßen schwerst beschädigt, dass sie später aufgegeben werden musste. Anschließend verfolgte der restliche alliierte Flottenverband die Schiffe der Kaiserlich Japanischen Marine unter Admiral Jisaburo Ozawa und stellte diese beim Kap Engano. Shermans angeschlagener Verband wurde anschließend nach Ulithi beordert. Berichte über massive japanische Flottenbewegungen mit Stoßrichtung Leyte, veranlassten jedoch am 1. November das alliierte Oberkommando, Frederick Sherman mit seinem Verband zurückzubeordern, um Rear Admiral Gerald F. Bogan zu unterstützen.

#### Iwo Jima bis Tokio
In Weiterführung der Operation King II. attackierten Montgomerys (TG 38.1), Bogans (TG 38.2), Shermans (TG 38.3) und Davisons (TG 38.4) Trägerflugzeuge feindliche Flugplätze auf den Philippinen. Kurzzeitig wurde Sherman sogar Kommandant der ganzen Task Force 38, da das Flaggschiff des eigentlichen Befehlshabers John S. McCain zu wichtigen Reparaturen nach Ulithi musste.
Die restlichen Wochen bis zum Jahresende verbrachte Sherman auf dem Flottenstützpunkt Ulithi, Karolinen, mit diversen Manövern. Anfang 1945 unterstützte er die Landung auf Luzon in der Golf von Lingayen und bombardierte strategische Ziele auf den westlichen Philippinen, sowie im besetzten Französisch-Indochina (Cam Ranh). Zu diesem Zeitpunkt waren Sherman zwei Task Groups unterstellt.

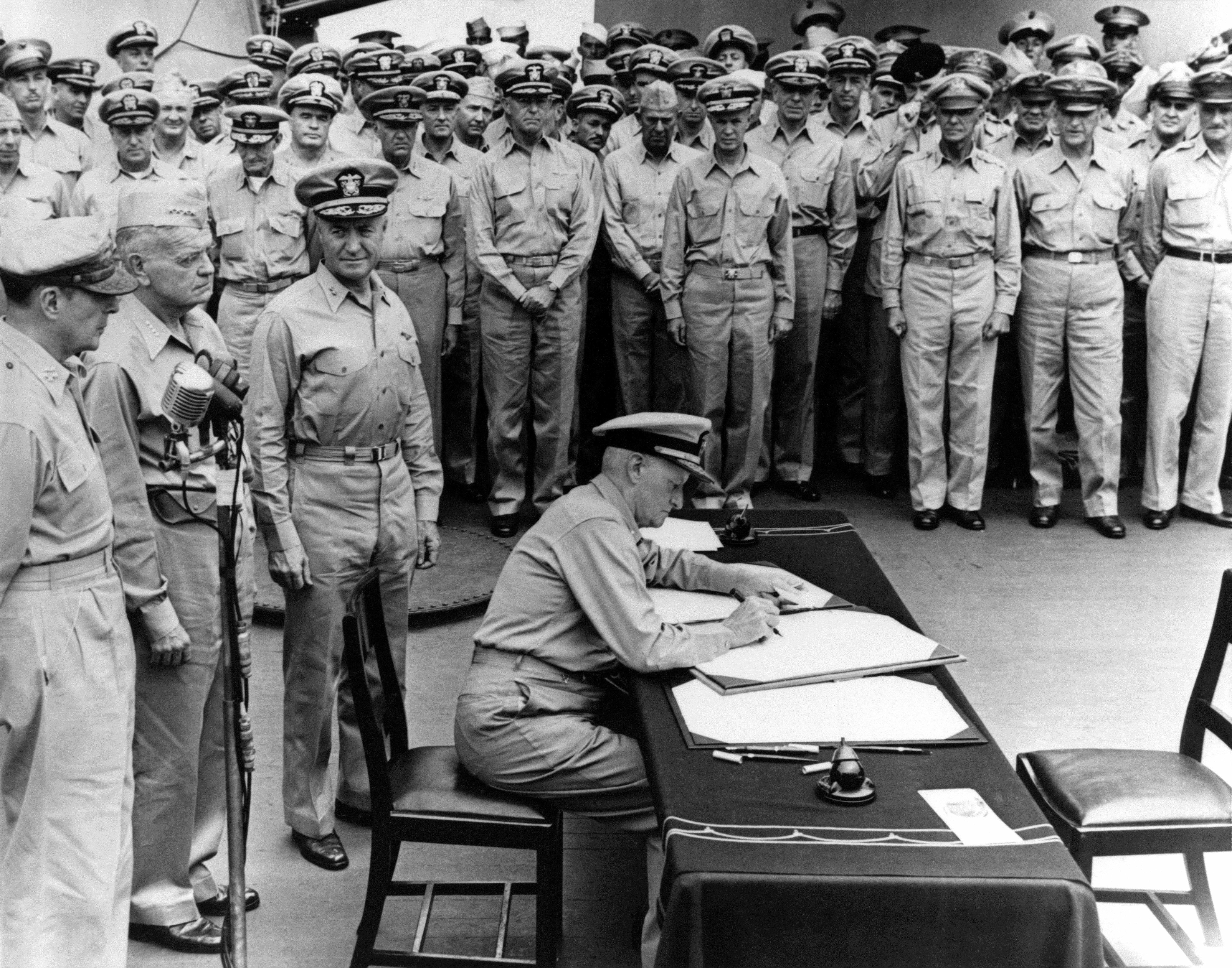
Admiral Frederick C. Sherman während der japanischen Kapitulation (Zu sehen am linken Bildrand, als erste Person der hinteren ersten Reihe).

Ab Februar 1945 wurde Sherman Kommandant der TG 58.3 um die Flugzeugträger Essex, Bunker Hill und Cowpens. Admiral Marc A. Mitscher war Kommandant der Task Force 58. Während der nächsten Wochen unterstützte er die amerikanischen Landung auf Iwojima und startete am 16. Februar im Rahmen von Operation Jamboree, den ersten alliierten Luftangriff auf Tokio seit dem Doolittle Raid von April 1942. Im März operierten seine Trägerflugzeuge über der japanischen Hauptinsel Kyushu und unterstützten Operation Iceberg auf Okinawa.
Am 14. Juni 1945 erhielt Frederick Sherman die verdiente Beförderung zum Vice Admiral und wurde Kommandant der 1st Fast Carrier Force, die er aber erst nach einem 30-tägigen Fronturlaub übernehmen sollte. Durch das frühe Kriegsende kam er zu keinem Kampfeinsatz in diesem Krieg, da sein Urlaub erst nach Ende der Kampfhandlungen endete. Trotzdem wurde er am 2. September Zeuge der bedingungslosen Japanischen Kapitulation an Bord der Missouri.

### Nachkriegszeit
VAdm Sherman wurde nach dem Pazifikkrieg befehlshabender Offizier der 5. US-Flotte. Dieses Amt hatte er bis zu seiner Pensionierung im Jahr 1947 inne. Frederick Carl Sherman verstarb am 27. Juli 1957 in San Diego, Kalifornien.
Im Laufe seiner militärischen Karriere erhielt er zahlreiche Auszeichnungen. Alleine drei Navy Cross finden sich in seiner Sammlung. Außerdem wurde am 11. Januar 1961 das Frederick C. Sherman Field, auf der vor Kalifornien liegenden Insel San Clemente, nach ihm benannt.